# 喬治·烏羅薩·薩維諾
喬治·烏羅薩·薩維諾（西班牙語：Jorge Liberato Urosa Savino；1942年8月28日—2021年9月23日
）是委內瑞拉籍天主教司鐸級樞機及加拉加斯總教區榮休總主教。

## 生平
烏羅薩·薩維諾於1942年8月28日在委內瑞拉首都加拉加斯出生。除了說母語西班牙語，烏羅薩·薩維諾還能說英語、意大利語、法語和拉丁語。他於1962年至1965年期間在多倫多聖奧斯定神學院就讀神學。
他於1967年8月15日在加拉加斯總教區晉鐸。隨後他在羅馬宗座額我略大學就讀，大學於1971年向他頒授教義神學博士學位。
他於1982年9月22日晉牧，並獲教宗若望·保祿二世任命為加拉加斯總教區輔理主教，領比扎切那維傑塞拉領銜教區主教銜。他於1990年至2005年間擔任委內瑞拉的巴倫西亞總教區總主教，2005年9月19日轉任加拉加斯總教區總主教。他於2006年1月10日當選委內瑞拉主教團第二副主席。
教宗本篤十六世於2006年3月24日將他冊封為司鐸級樞機，領蒙蒂聖母堂區司鐸銜。他曾參與2013年教宗選舉秘密會議，當時選出的是教宗方濟各。
他於2018年7月9日榮休並卸任加拉加斯總教區總主教一職。

## 牧徽

喬治·烏羅薩·薩維諾机牧徽